# 阿姆斯特丹自由大学植物园
52°19′57″N 4°51′38″E / 52.3326°N 4.8606°E

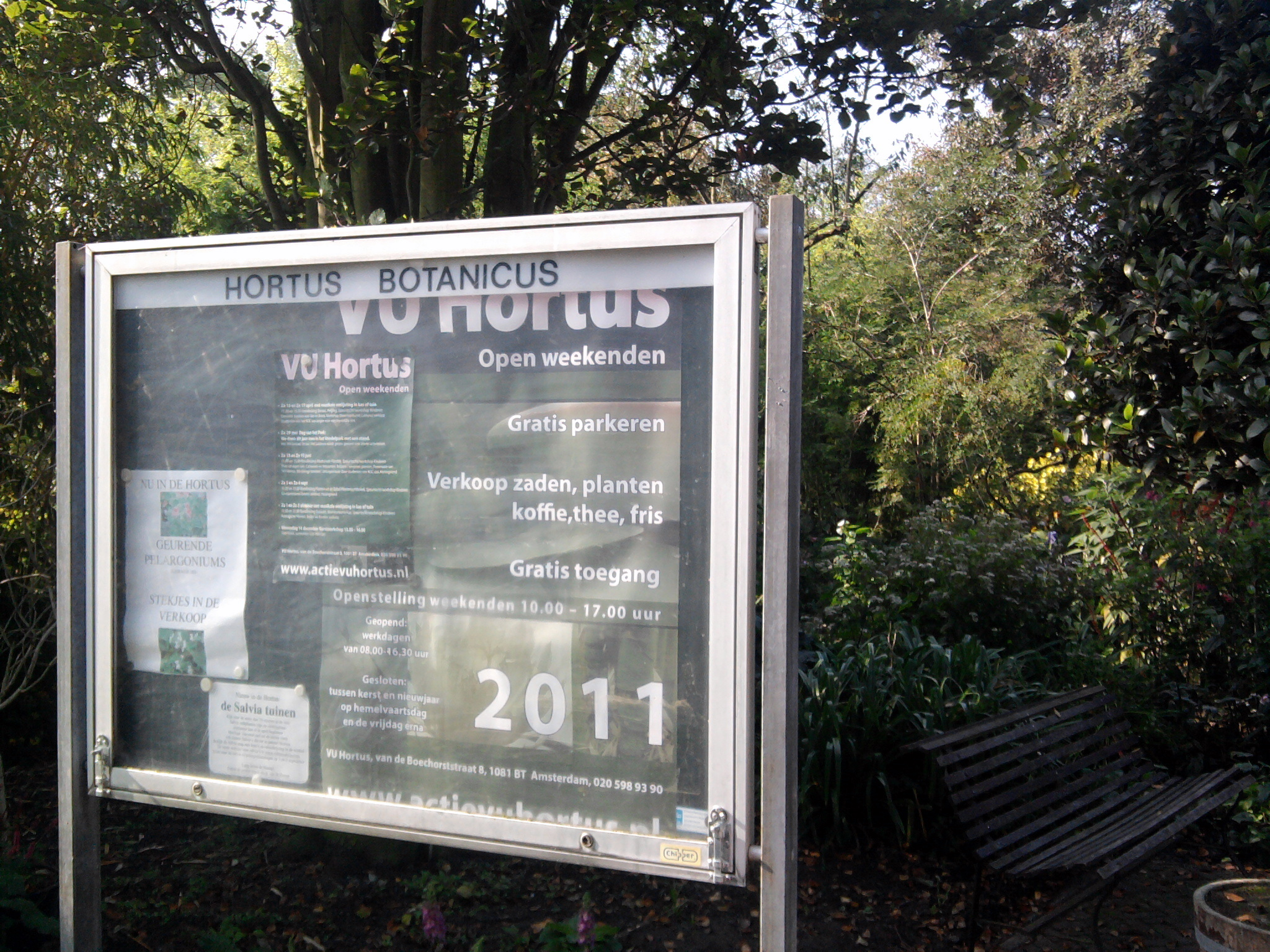
植物园入口

阿姆斯特丹自由大学植物园（荷蘭語：Hortus Botanicus Vrije Universiteit Amsterdam）是位于荷兰首都阿姆斯特丹阿姆斯特丹南的一座植物园，成立於1967年，隶属于阿姆斯特丹自由大学。